# غلام‌حسن قائم‌پناه
غلام‌حسن قائم‌پناه مترجم، روزنامه‌نگار و فعال سیاسی عضو حزب توده ایران و از اعضای اخراجی کانون نویسندگان ایران بود. وی به خاطر فعالیت‌ها و چارت سازمانی‌اش در کمیته مرکزی حزب توده ایران در بهمن ۱۳۶۱ دستگیر و در زندان «تواب» شد.
او پیش از آن به توصیه احمدعلی رصدی در پلنوم هفدهم حزب در تهران به عضویت در کمیته مرکزی برگزیده شده‌بود. مهدی پرتوی، مسئول سازمان مخفی نظامی حزب توده مدعی بود که لو رفتن ارتباط مستقیم سران حزب توده با کاگ‌ب، نخستین‌بار توسط غلام‌حسن قائم‌پناه به بازجویانش مطرح شد.
نورالدین کیانوری، دبیر اول کمیته مرکزی حزب توده ایران مدعی بود که قائم‌پناه بر خلاف آنچه تاکنون گفته می‌شد، اعدام نشد و در یک صحنه‌سازی اعدام، توسط نهادهای امنیتی جمهوری اسلامی از ایران بیرون فرستاده شد.

## پس از توبه
حسن قائم‌پناه از آبان ۱۳۶۶ در میزگردهایی که به نقد جریان چپ ایران، در حسینیه زندان اوین، برگزار می‌شد شرکت داشت.
نورالدین کیانوری در نامه سرگشاده‌ای به تاریخ ۱۶ بهمن ۱۳۶۸، که خطاب به سید علی خامنه‌ای، رهبر جمهوری اسلامی ایران نوشت، مدعی شد که حسن قائم‌پناه برای فرار از فشار شکنجه، داوطلب شلاق‌زدن مریم فیروز در زندان اوین شده بود:
... آقایان برای اینکه دست خود را به یک چنین کار ننگینی که بدون تردید قابل‌دفاع نبود، آلوده نکرده باشند، یکی از افراد توده‌ای، به نام غلام‌حسن قائم‌پناه را که برای فرار از فشار، تن به پستی داده بود، مأمور شلاق‌زدن کردند. پس از نشان دادن این منظره، مرا به پشت در سلول شکنجه‌گاه بردند و به زمین نشاندند و از من اعتراف می‌خواستند تا شلاق‌زدن به پای همسرم را که من صدای ضربات شلاق و ناله‌هایش را می‌شنیدم، پایان دهند. 
_نامه سرگشاده نورالدین کیانوری به سید علی خامنه‌ای به تاریخ ۱۶ بهمن ۱۳۶۸ خورشیدی.